# Stadtmauer von Laon

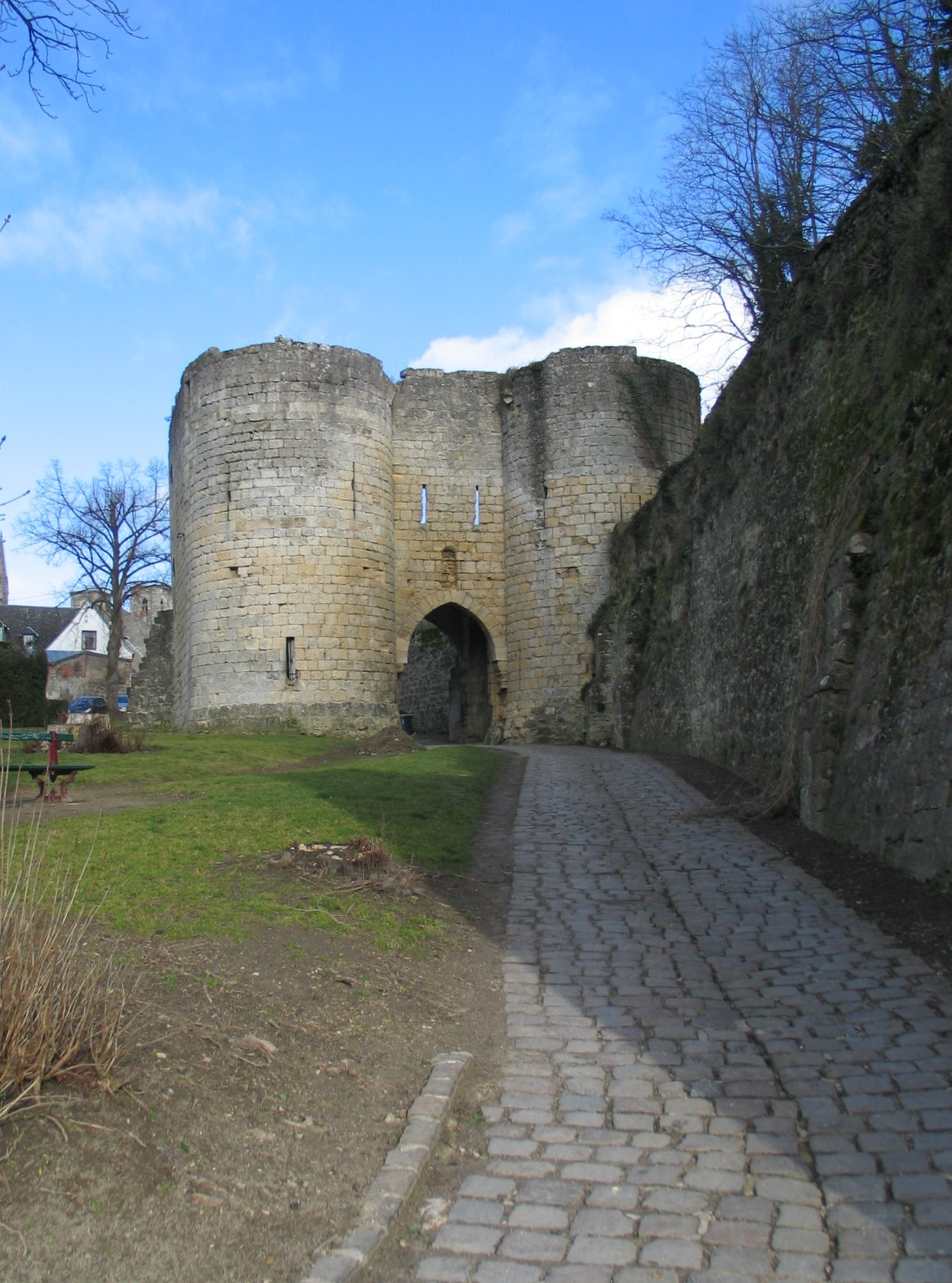
Stadtmauer von Laon, Porte de Soissons

Die Stadtmauer von Laon ist ein sieben Kilometer langer Mauerring, der die historische Oberstadt von Laon umgibt. Die Stadtmauer wird seit dem 13. Juni 1927 als Monument historique eingestuft.

## Baugeschichte
Die alte Stadt Laon liegt auf einer Zeugenberg genannten geologischen Formation, die am Rande der Île-de-France die umliegende Ebene um etwa 100 Meter überragt. Der Berg ist aus Sand- und Lehmschichten aufgebaut, felsige Teile sind aus Kalkstein. Der Lehm ist stark wasserführend und speist eine ganze Zahl von Quellen und Brunnen am Fuße des Berges.
Ein erster Mauerring entstand im 9. Jahrhundert und wurde bis zum 13. Jahrhundert weiter ausgebaut. Ursprünglich bestand die Stadtbefestigung aus dem künstlich angelegten trockenen Graben und Eskarpemauer mit Strebepfeilern, die durch Rundtürme oder quadratische Türme verstärkt wurde. Es gab vier Haupttore: Porte Chenizelles, Porte d’Ardon, Porte de Soissons und die Porte de la citadelle.
Die Abtei Saint-Vincent de Laon befand sich am südlichen Ausläufer des Berges. 1082 ließ Abt Adalbero auch die Abtei mit einer Mauer umgeben, um den Klosterbezirk von der mittlerweile bis an die Abtei heran gewachsene Stadt abzugrenzen. Die Zitadelle ließ Heinrich IV., von Navarra zwischen  1595 und 1598 durch Estienne Antoine errichten.

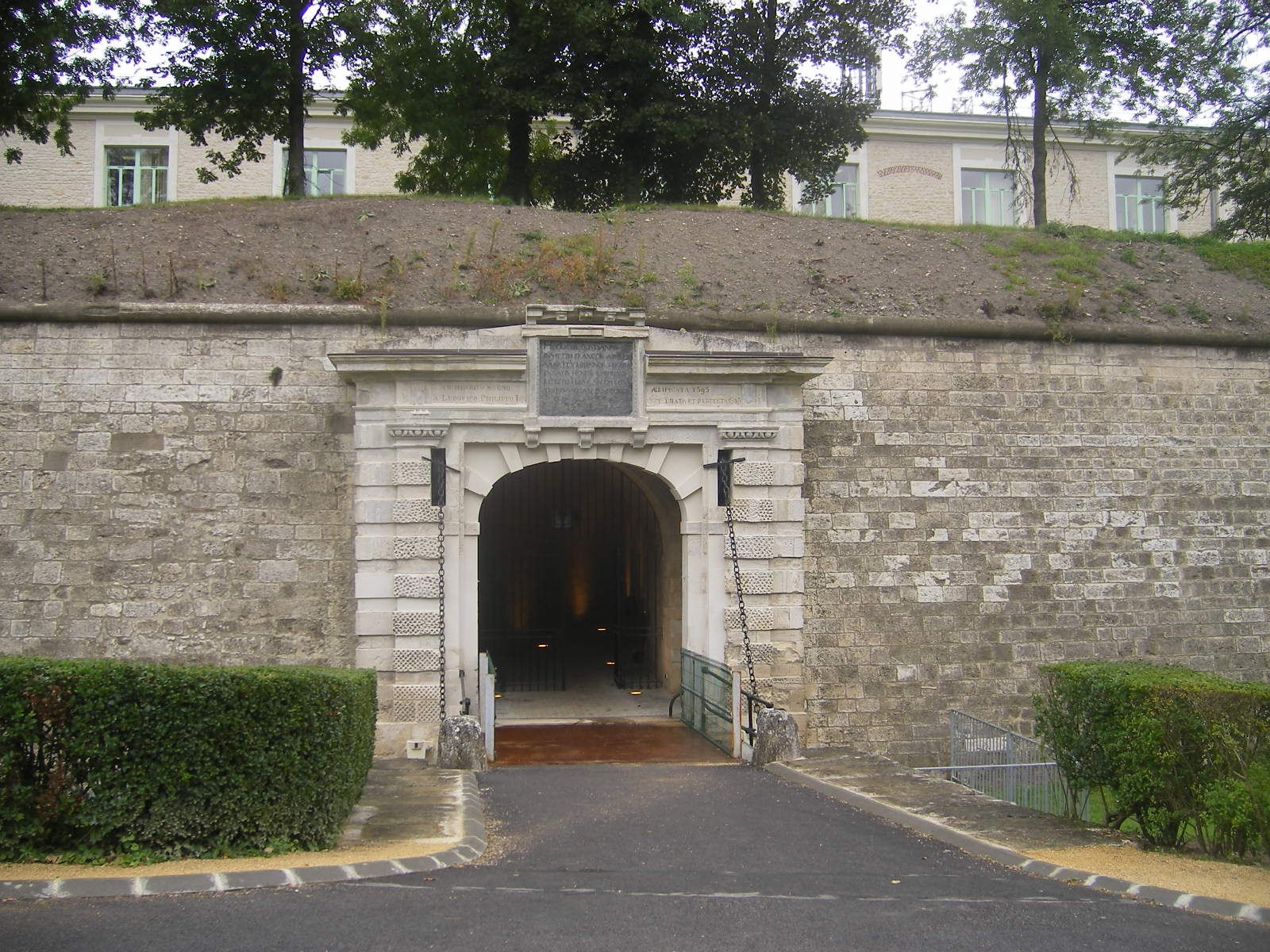
Porte de la citadelle, Stadtseite.
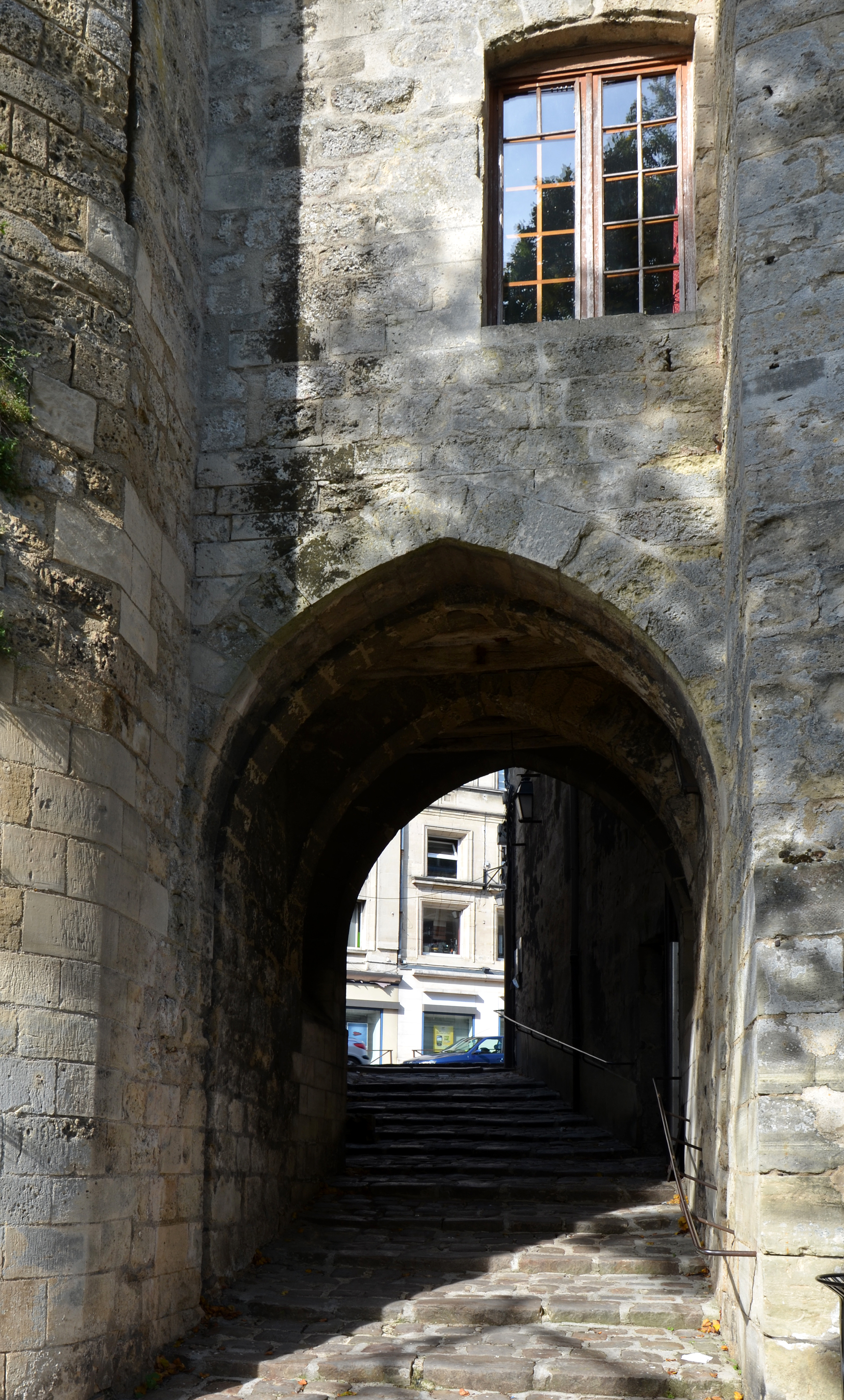
Porte Chenizelles.
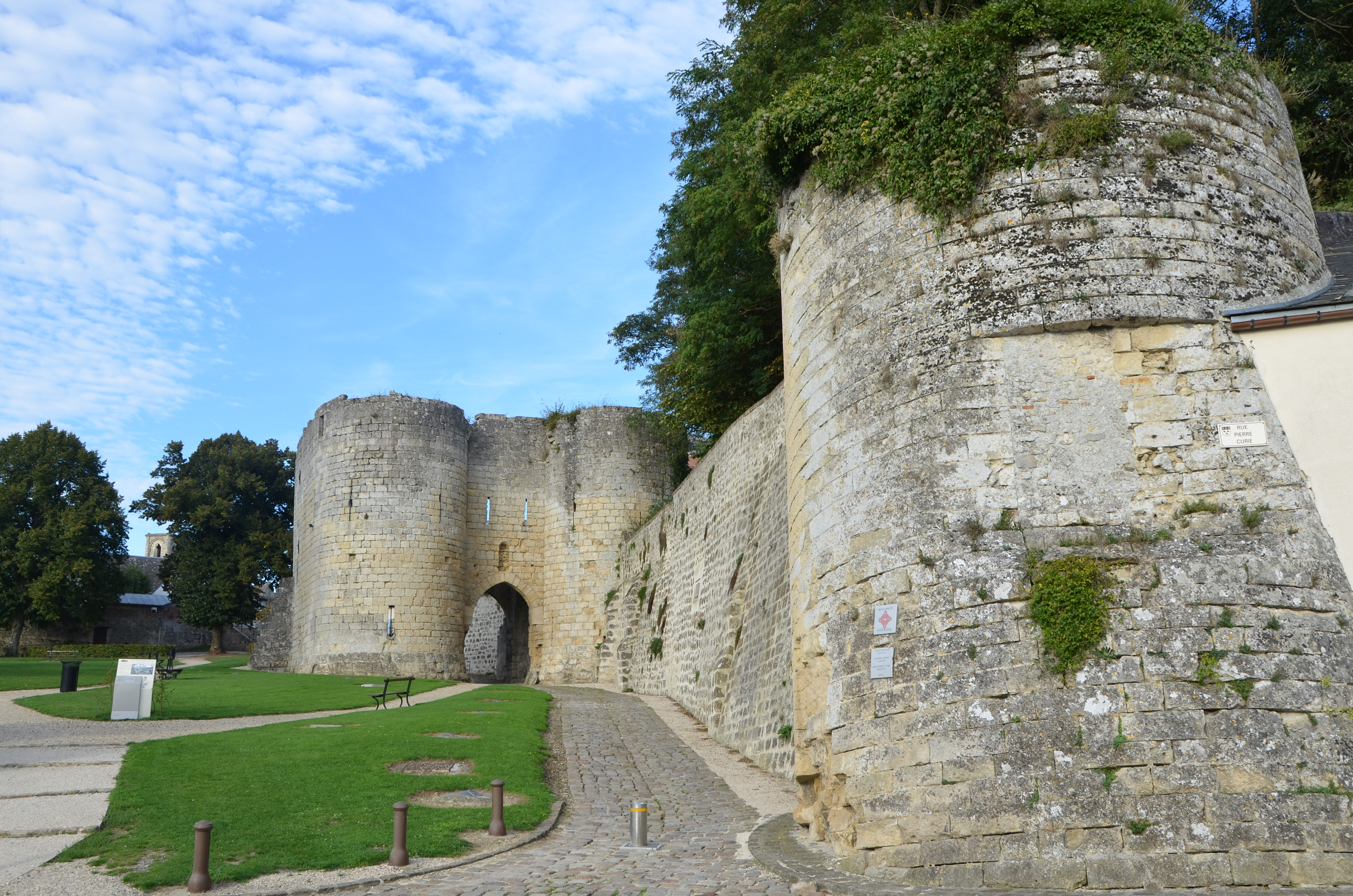
Penchée-Turm.
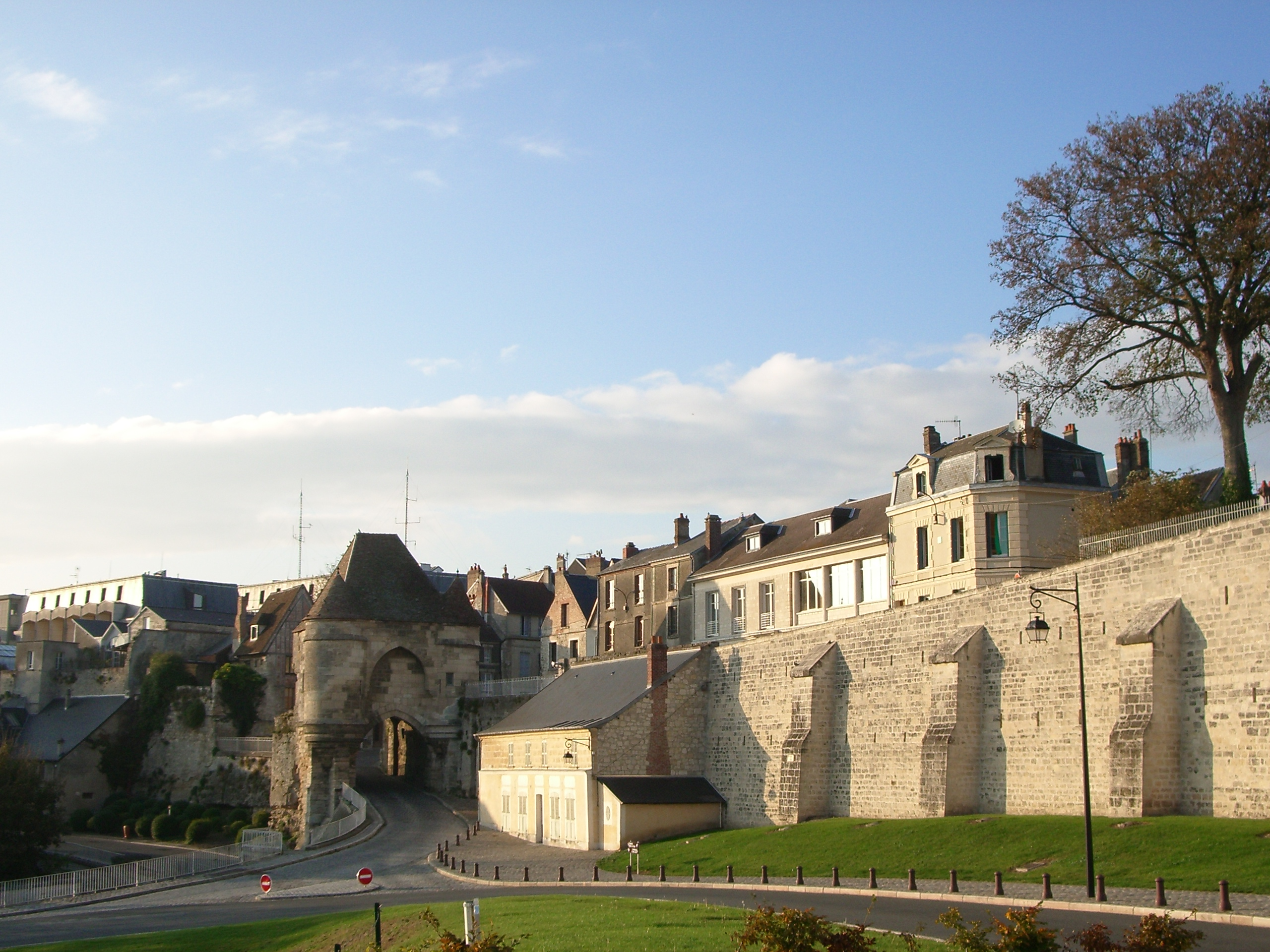
Porte d’Ardon mit Panorama.
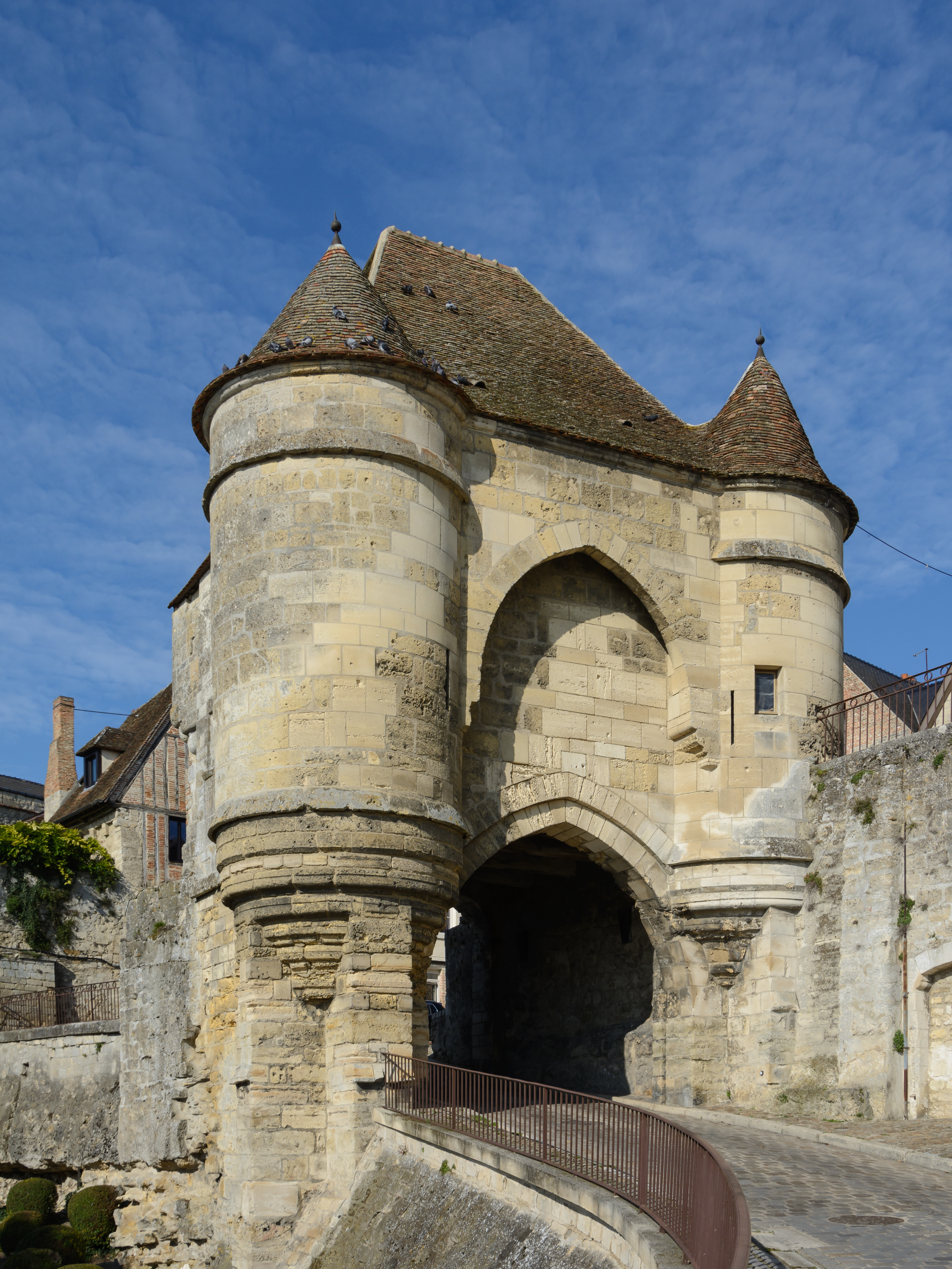
Porte d’Ardon.
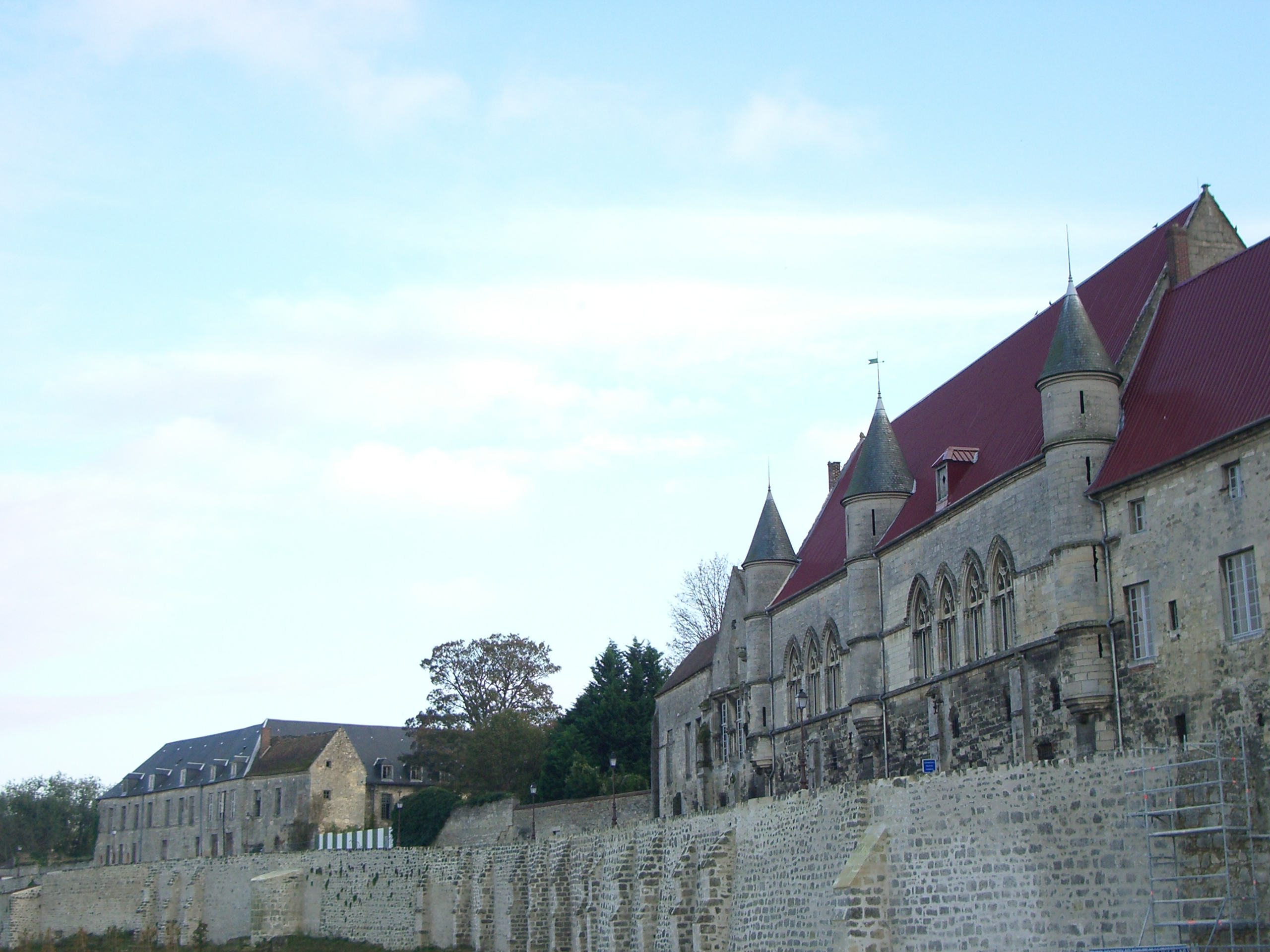
Vorderansicht des Bischofspalastes.
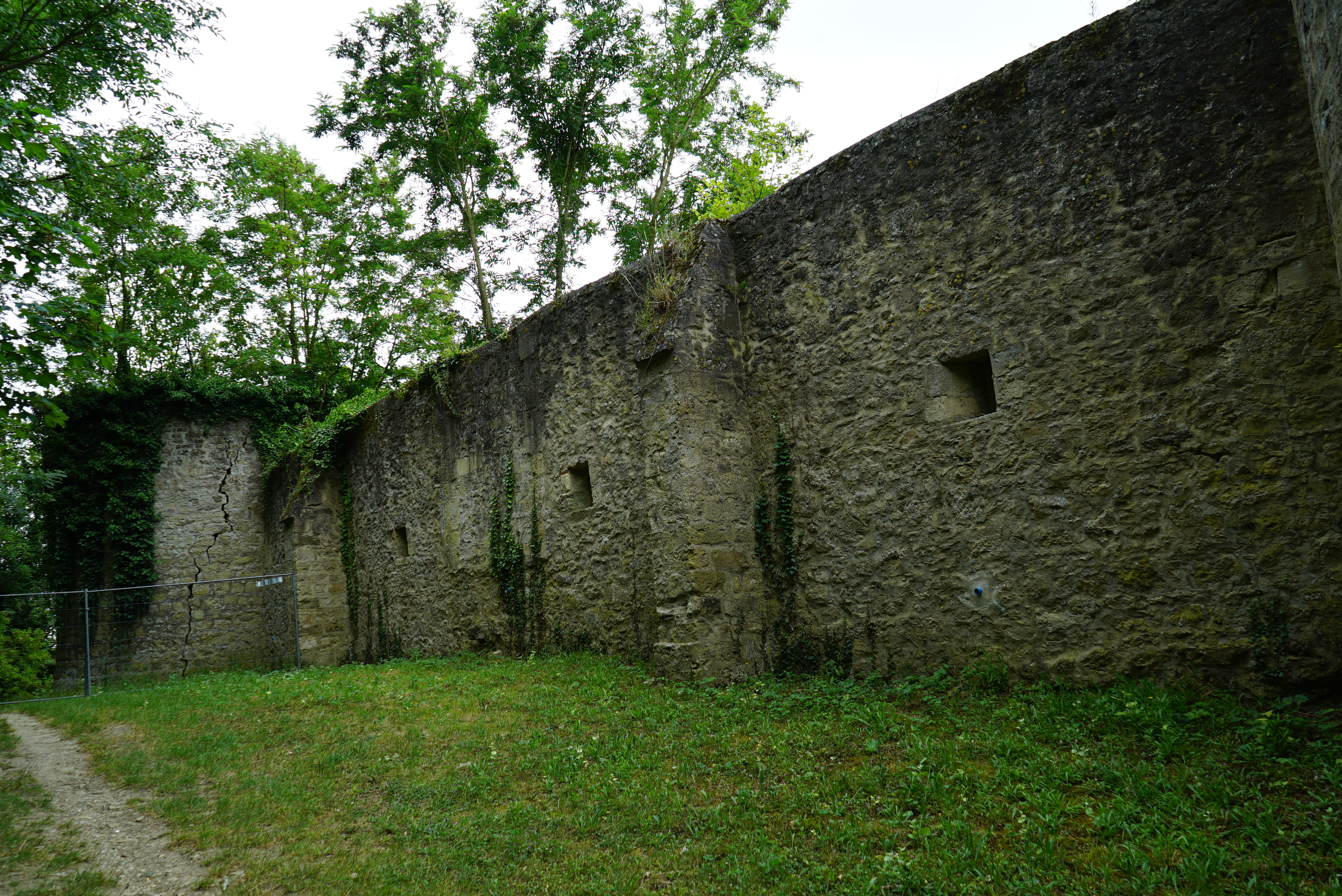
Hinter der Abtei de St-Vincent, Turm und Mauer.
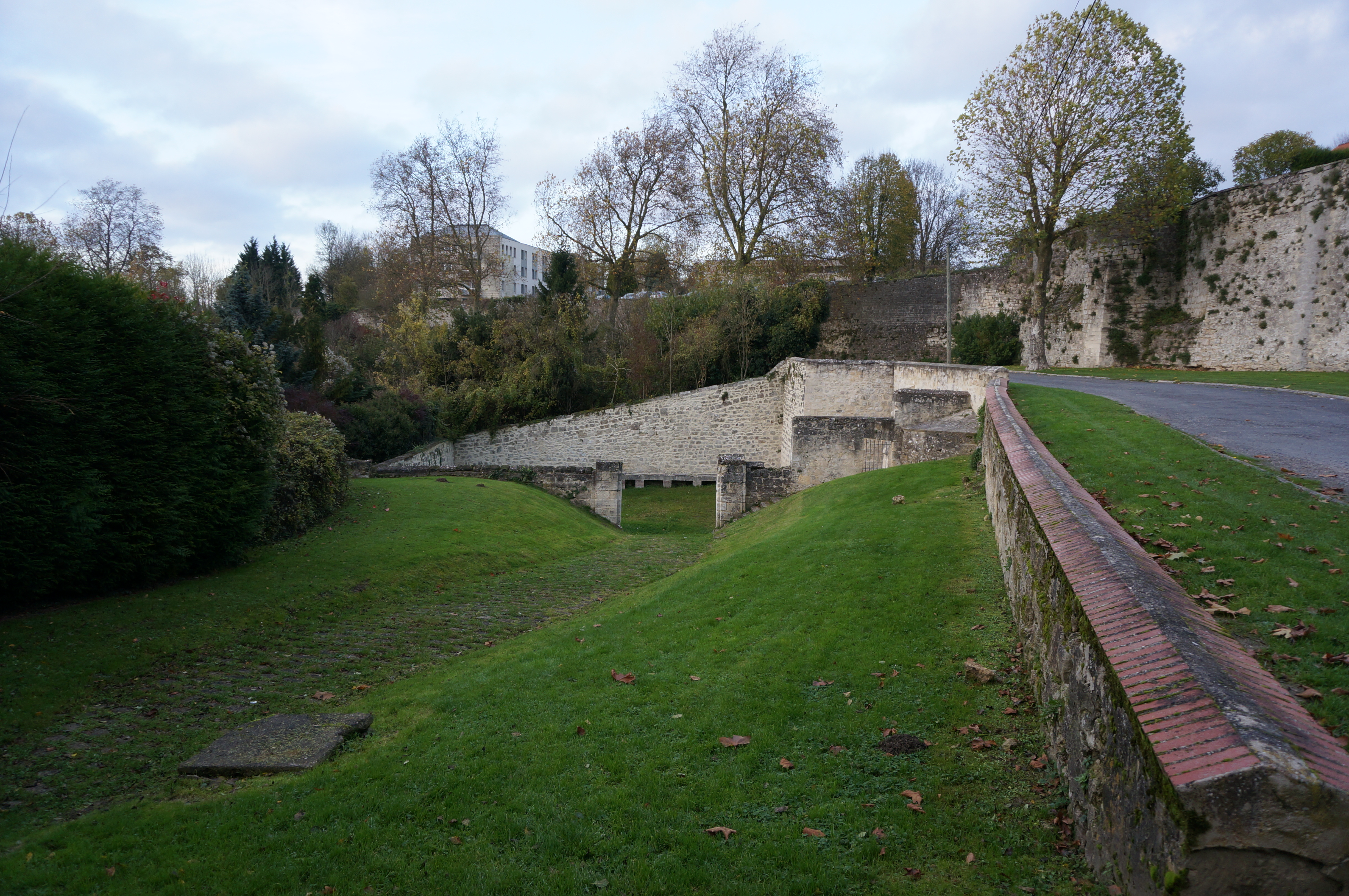
Pferdeschwemme der Königin.